# Houtian (sockenhuvudort i Kina, Jiangxi Sheng, lat 28,47, long 115,79)
Houtian är en sockenhuvudort i Kina. Den ligger i provinsen Jiangxi, i den sydöstra delen av landet, omkring 26 kilometer söder om provinshuvudstaden Nanchang. Antalet invånare är 15 469. Befolkningen består av 7 558 kvinnor och 7 911 män. Barn under 15 år utgör 25,0 %, vuxna 15-64 år 65 %, och äldre över 65 år 9,0 %.
Runt Houtian är det tätbefolkat, med 476 invånare per kvadratkilometer. Närmaste större samhälle är Xiangtang, 17,4 km öster om Houtian. Trakten runt Houtian består till största delen av jordbruksmark.
Genomsnittlig årsnederbörd är 2 190 millimeter. Den regnigaste månaden är juni, med i genomsnitt 367 mm nederbörd, och den torraste är oktober, med 28 mm nederbörd.